# (664) Judith
(664) Judith ist ein Asteroid des Hauptgürtels, der am 24. Juni 1908 vom deutschen Astronomen August Kopff in Heidelberg entdeckt wurde. 
Benannt ist der Asteroid nach der biblischen Heldin Judith (siehe auch: Buch Judit), deren Geschichte im gleichnamigen Drama von Friedrich Hebbel thematisiert wird.